# Steinkiste von Marbäck

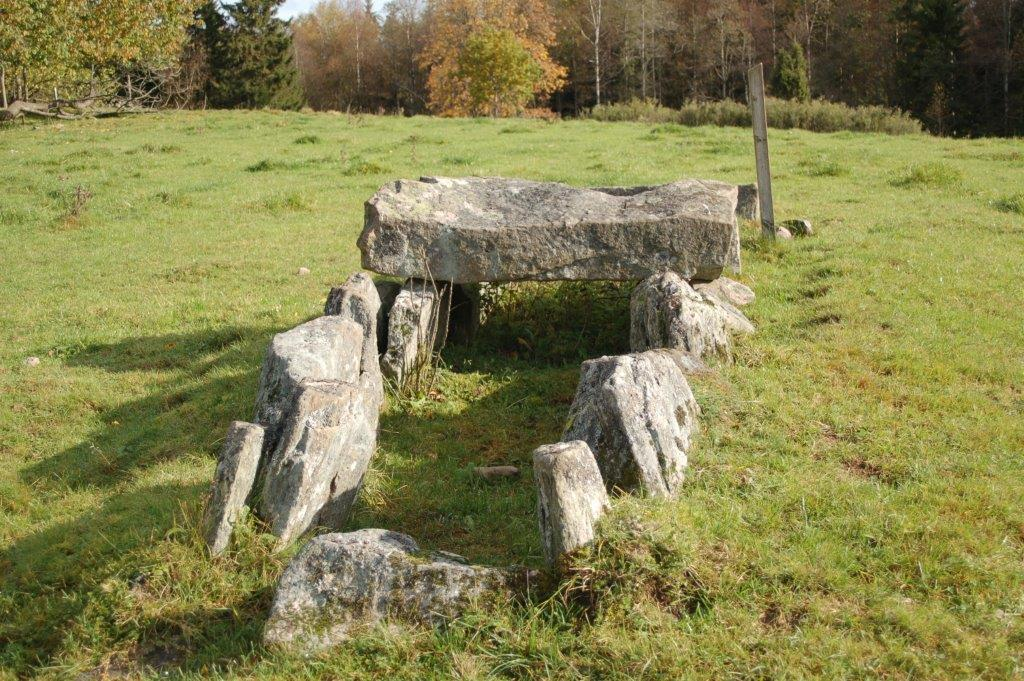
Steinkiste von Marbäck

Die Steinkiste von Marbäck liegt bei Ulricehamn in der Provinz Västra Götalands län und der historischen Provinz Västergötland in Schweden. In der Region Sjuhäradsbygden, in der Ulricehamn liegt, wurden etwa 80 der über 2000 schwedischen Steinkisten gefunden, die im südlichen Schweden in größerer Zahl vorkommen. Steinkisten dieses Typs wurden im Spätneolithikum und der älteren Bronzezeit (etwa 2400 v. Chr.) errichtet.
Die megalithische Steinkiste von Marbäck besteht aus 23 Tragsteinen und hat einen einzigen erhaltenen Deckstein. Die übrigen wurden wahrscheinlich beim Bau einer steinernen Brücke über einen etwa 300 m nördlich verlaufenden Bach benutzt. Die Steinkiste war ursprünglich von einem Erdhügel bedeckt. 
In der im Jahre 1888 entdeckten Kiste fand Alexander Åhman eine große Anzahl von Objekten, darunter 17 Dolche und Speerspitzen, 13 Messer, 6 Anhänger aus Schiefer und anderen Gesteinsarten, drei Schaber, zwei blattförmige Pfeilspitzen, eine Axt, einen Meißel und Feuersteinabschläge. Im folgenden Jahr untersuchte Oscar Montelius die Kiste und fand eine weitere scharfe Pfeilspitze. In einem der Tongefäße wurden Weizenkörner gefunden, was für die Steinzeit ungewöhnlich ist.